# Amanita verna
 Amanita verna (Pierre Bulliard, 1780 ex Jean-Baptiste de Lamarck, 1783), din încrengătura Basidiomycota, în familia Amanitaceae și de genul Amanita este împreună cu gemenele ei Amanita virosa și Amanita phalloides una din cele mai otrăvitoare ciuperci cunoscute. Această specie este numită în popor burete primăvăratic sau burete de primăvară. Ea coabitează, fiind un simbiont micoriza (formează micorize pe rădăcinile arborilor) și se poate găsi în România, Basarabia și Bucovina de Nord din mai până în septembrie mai ales în păduri de foioase sub stejari, fagi, castani, prin tufișuri, chiar și în livezi și parcuri, crescând preferat pe soluri calcaroase.

## Istoric

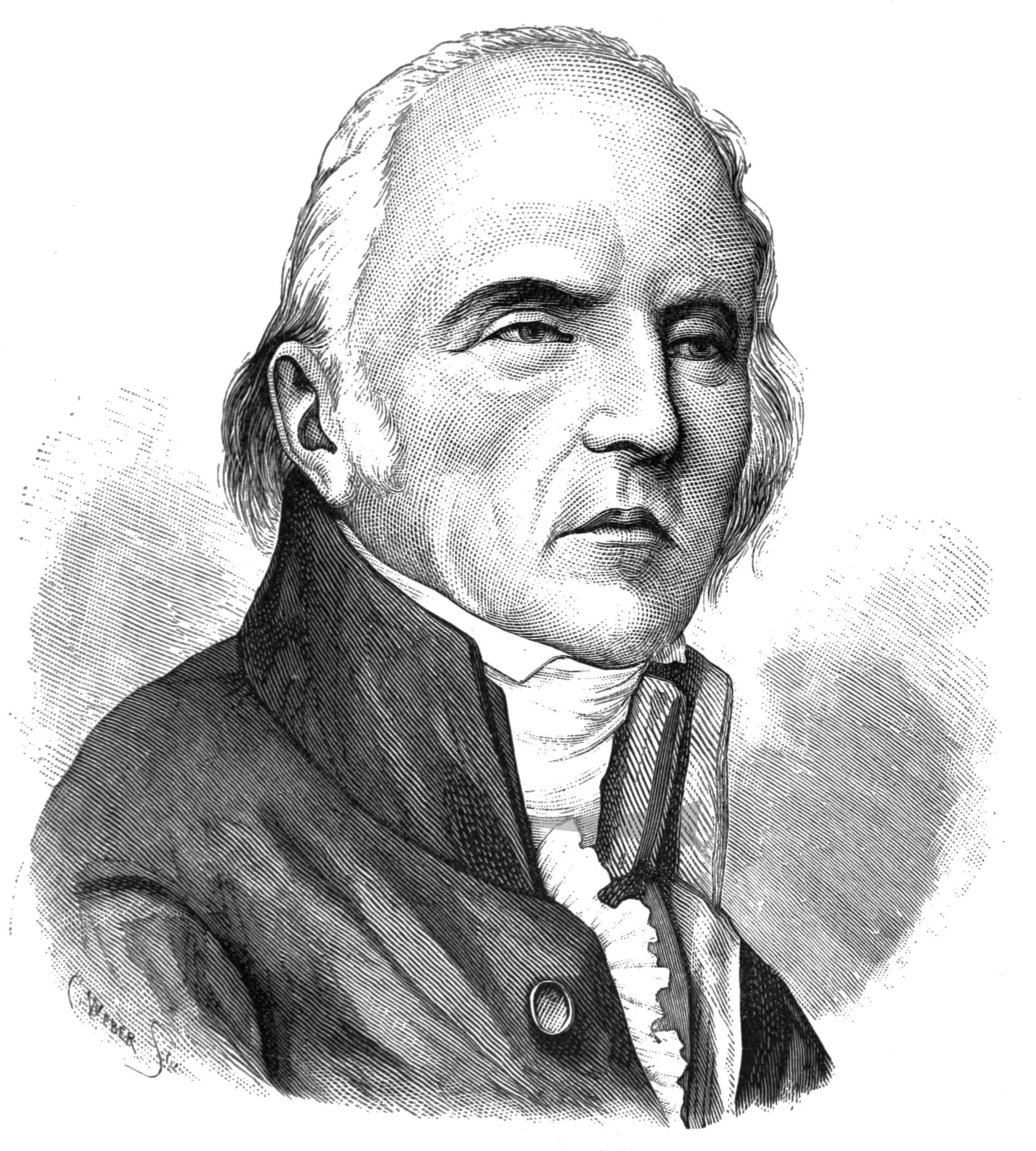
Jean-Bapt. de Lamarck

Ordinul Agaricales este de diversificare foarte veche (între 178 și 139 milioane de ani), începând din timpul perioadei geologice în Jurasic în diferență de exemplu cu genul Boletus (între 44 și 34 milioane de ani).
Această ciupercă a fost comentată de mulți micologi aproape mereu ca o formă respectiv variație a speciei Amanita phalloides.
În anul 1780, buretele a fost descris oficial pentru prima dată de botanistul francez Pierre Bulliard în volumul I al operei sale Herbier de la France ou, Collection complette des plantes indigenes de ce royaume sub denumirea Agaricus bulbosus f. (forma) vernus. Specia a fost transferată corect la genul Amanita sub păstrarea epitetului prin savantul francez Jean-Baptiste de Lamarck (1744-1829) de verificat în volumul I al lucrării sale Encyclopédie méthodique. Botanique din 1783, denumind specia Amanita verna.
Între denumirile mai discutate poate fi menționată singur cea a micologului francez Edouard-Jean Gilbert (1888-1954) care a numit specia Amanitina verna în Iconographia Mycologica vol. XXVII, din 1940, continuarea marii opere a lui Giacomo Bresadola. În această lucrare a descris toate speciile cunoscute de genul Amanita, fiind o contribuție semnificativă la marea operă Iconographia Mycologica (vol. I-XXV) a marelui micolog italian.

## Descriere
Această ciupercă are un velum universale (văl universal), o membrană subțire care o învelește la începutul evoluției ei, extinzându-se de la vârful pălăriei la capătul inferior al piciorului precum un velum partiale (văl parțial) care acoperă numai părțile purtătoare de spori, astfel încât se întinde de la de marginea pălăriei la capătul superior al tijei. Scurt timp mai târziu, membranele se rup, lăsând urme de fulgi pe pălărie, un inel în jurul tijei și o rămășiță în formă de săculeț la bază, numită volva (vagin).

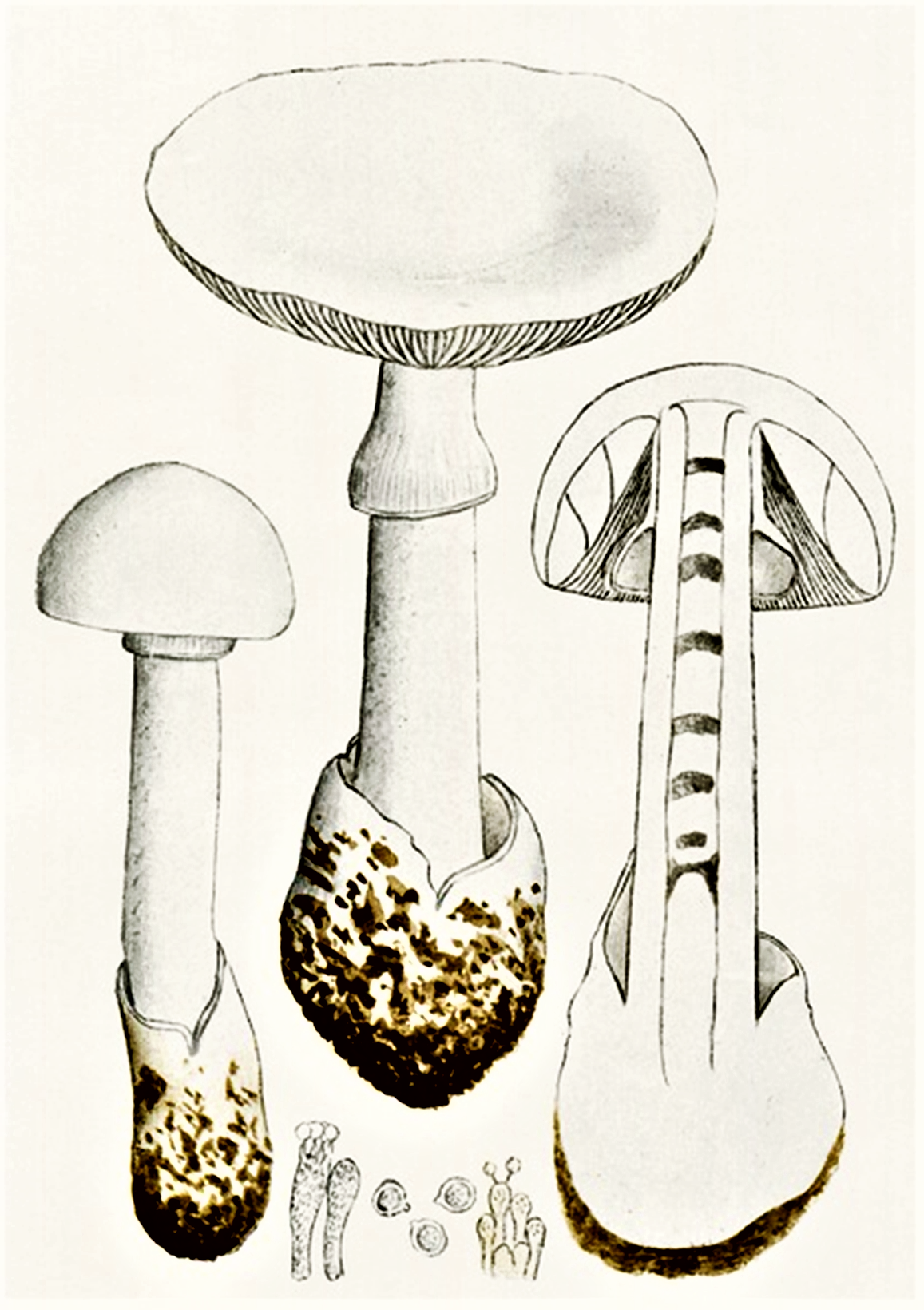
Bres.: Amanita verna

- Pălăria: este de mărime medie pentru ciuperci plin dezvoltate, cu un diametru de aproximativ 4-10 cm  și amenajată central peste picior, fiind la început emisferică, apoi convexă ca în final să devină aproape plată, la bătrânețe cu marginea foarte subțire și sinuoasă. Ciuperca poartă fulgi albi puțin pronunțați (rest al velum universale), care dispar repede după o ploaie. Astfel, cuticula are repede un aspect neted, fiind uscată sau ușor lipicioasă. Coloritul ei este alb, uneori cu nuanțe de ocru deschis sau roz. Pălăria și piciorul sunt ușor separabili.
- Lamelele: sunt aglomerate, late, libere (fără contact cu picior), la maturitate  bulboase și intercalate cu numeroase lameluțe de lungime inegală. Trama (micologie) lamelelor este bilaterală.
- Piciorul: are o lungime de 5-12 cm și o lățime de 0,7-2 cm, fiind alb, câteodată brumat, puțin îngroșat la bază, sfârșind într-un bulb infășurat de o volvă membranoasă. Mai departe este destul de subțire, îngustându-se în sus, fiind la început plin, apoi împăiat, la sfârșit gol în interior. Înapoi rămâne la fructele mature un inel în jurul mijlocului tijei care este neted, liber și atârnat în jos.
- Carnea: este mereu albă, fragedă și minimal fibroasă. În tinerețe fără miros sau gust specific, primește la bătrânețe unul neplăcut. Nu faceți niciodată o probă! Buretele este, consumat chiar și în doze foarte mici, tare otrăvitor, la o cantitate de aproximativ 30 g mortal.
- Caracteristici microscopice: Sporii sunt rotunjori, netezi, incolori și amilozi (ce înseamnă colorabilitatea structurilor tisulare folosind reactivi de iod) cu o mărime de 8-10 x 7-9 microni. Pulberea lor este albă.[4][5]
- Reacții chimice: Carnea și lamelele se colorează cu acid sulfuric roz deschis, iar carnea și cuticula cu Hidroxid de potasiu galben.[12][13]

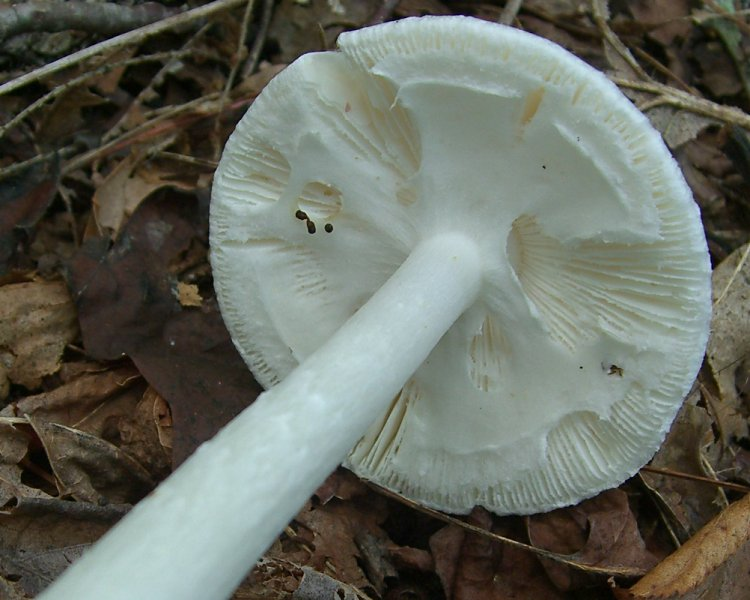
A. verna, lamele cu văl
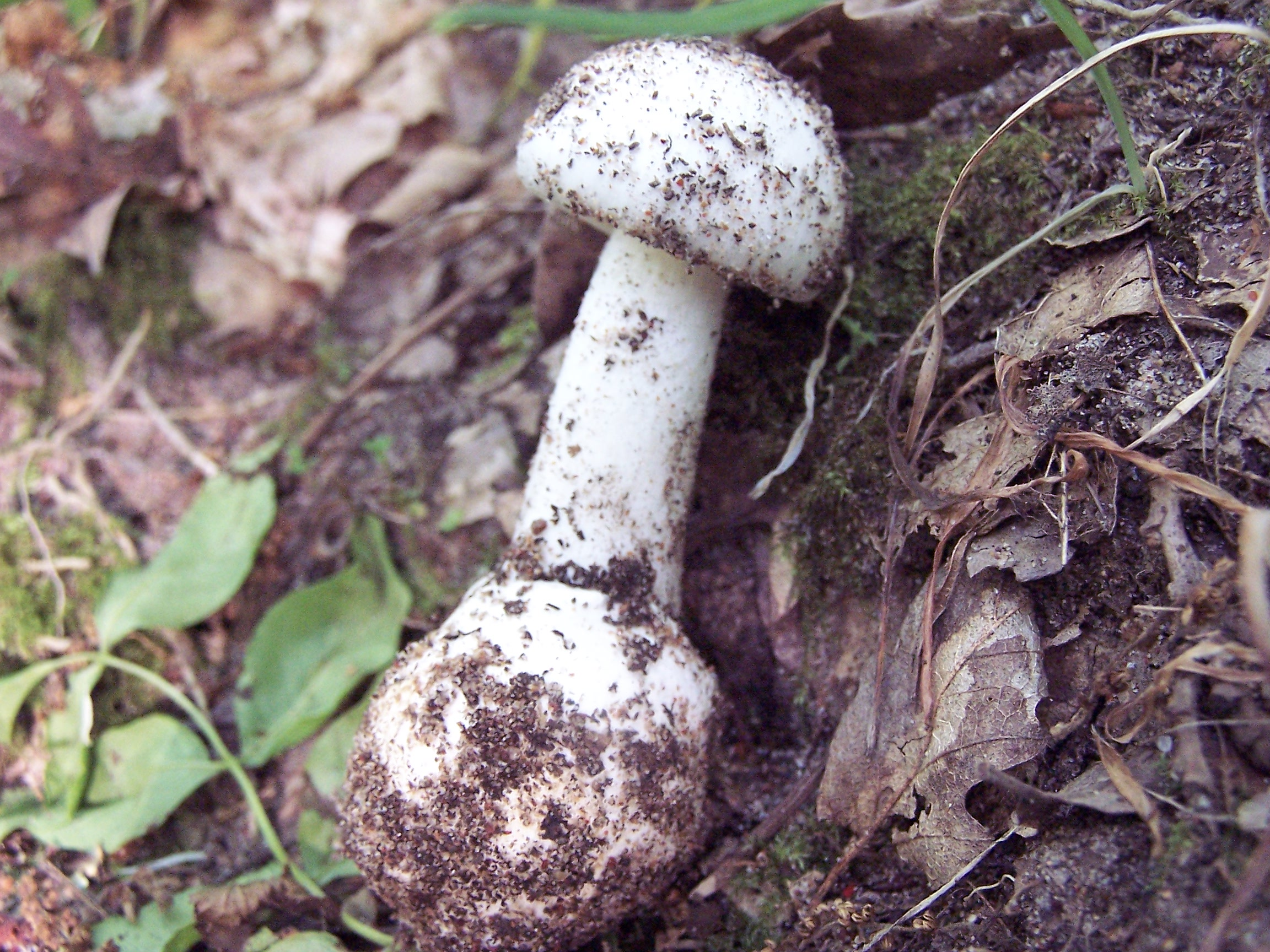
A. verna tânără, bulb
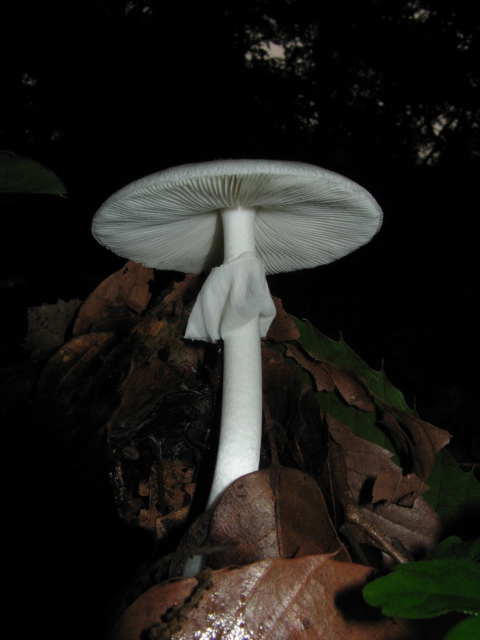
A. verna matură, picior și inel

## Confuzii
Specia Amanita virosa poate fi confundată cu Amanita phalloides, de culoare mai deschisă sau cu Amanita virosa, și ele mortal otrăvitoare. Mai departe poate fi confundată cu ciuperci comestibile, ca de exemplu cu Amanita citrina var. alba (restrâns comestibilă), , Amanita eliae, Amanita ovoidea, Amanita strobiliformis, Amanita vaginata  sau Amanita vittadini.
Pentru începători se pot ivi probleme, deoarece aceștia confundă adeseori buretele cu specii comestibile din genul Agaricus, cum sunt Agaricus abruptibulbus, Agaricus aestivalis, Agaricus arvensis, Agaricus campestris, Agaricus radicatus, Agaricus semoticus și Agaricus silvicola.
Culegătorii mai puțin experimentați culeg într-adevăr acest burete otrăvitor în locul celor comestibile din genurile Agaricus și Amanita, dar fac această greșeală și cu alte soiuri savuroase, cum sunt de exemplu Leucoagaricus leucothites sin. Lepiota naucina, Leucoagaricus cretaceus, Volvariella bombycina, Volvariella speciosa sin. Volvariella gloiocephala sau chiar Calocybe gambosa.

## Specii asemănătoare în imagini

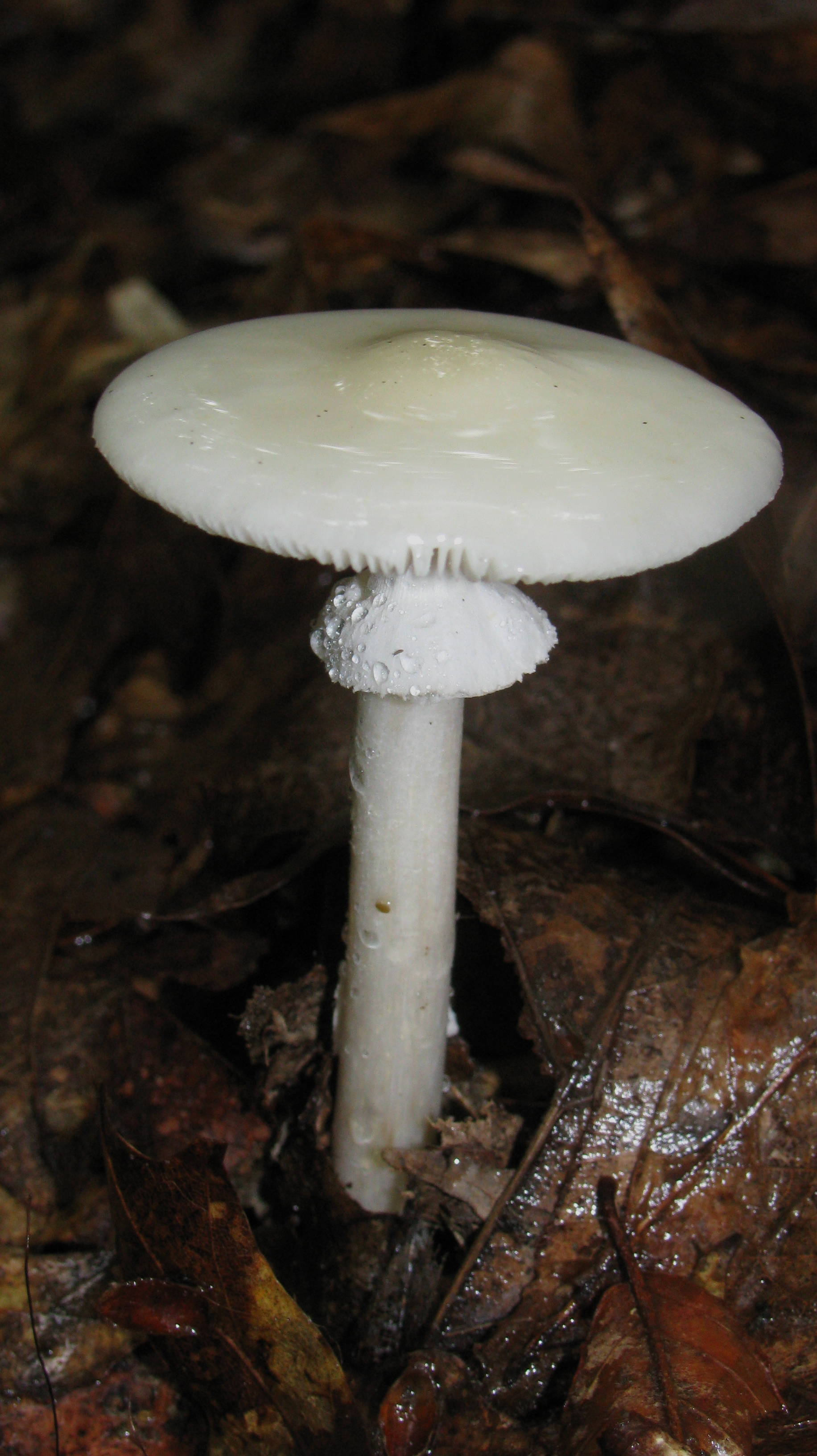
Amanita aestivalis
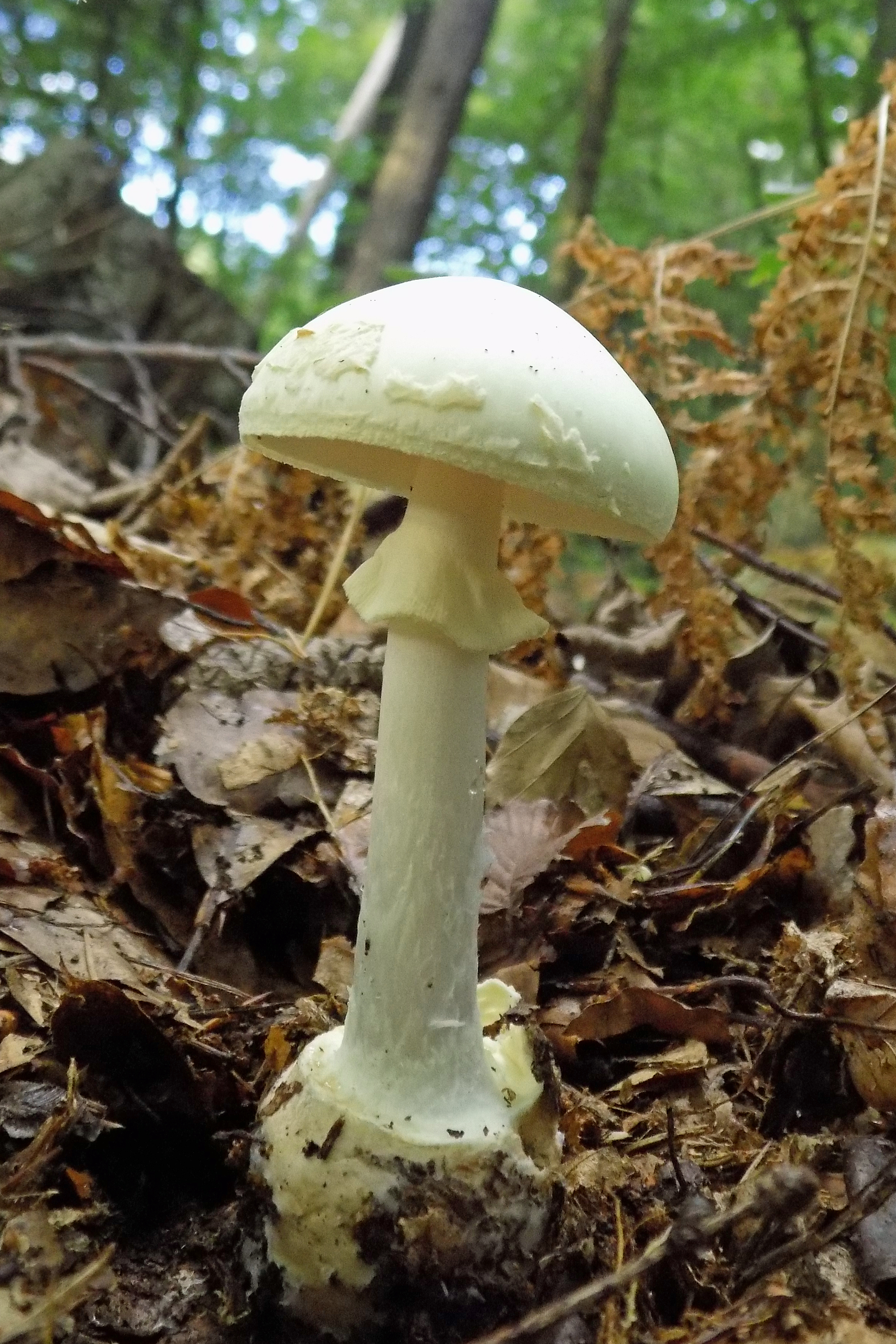
Amanita citrina
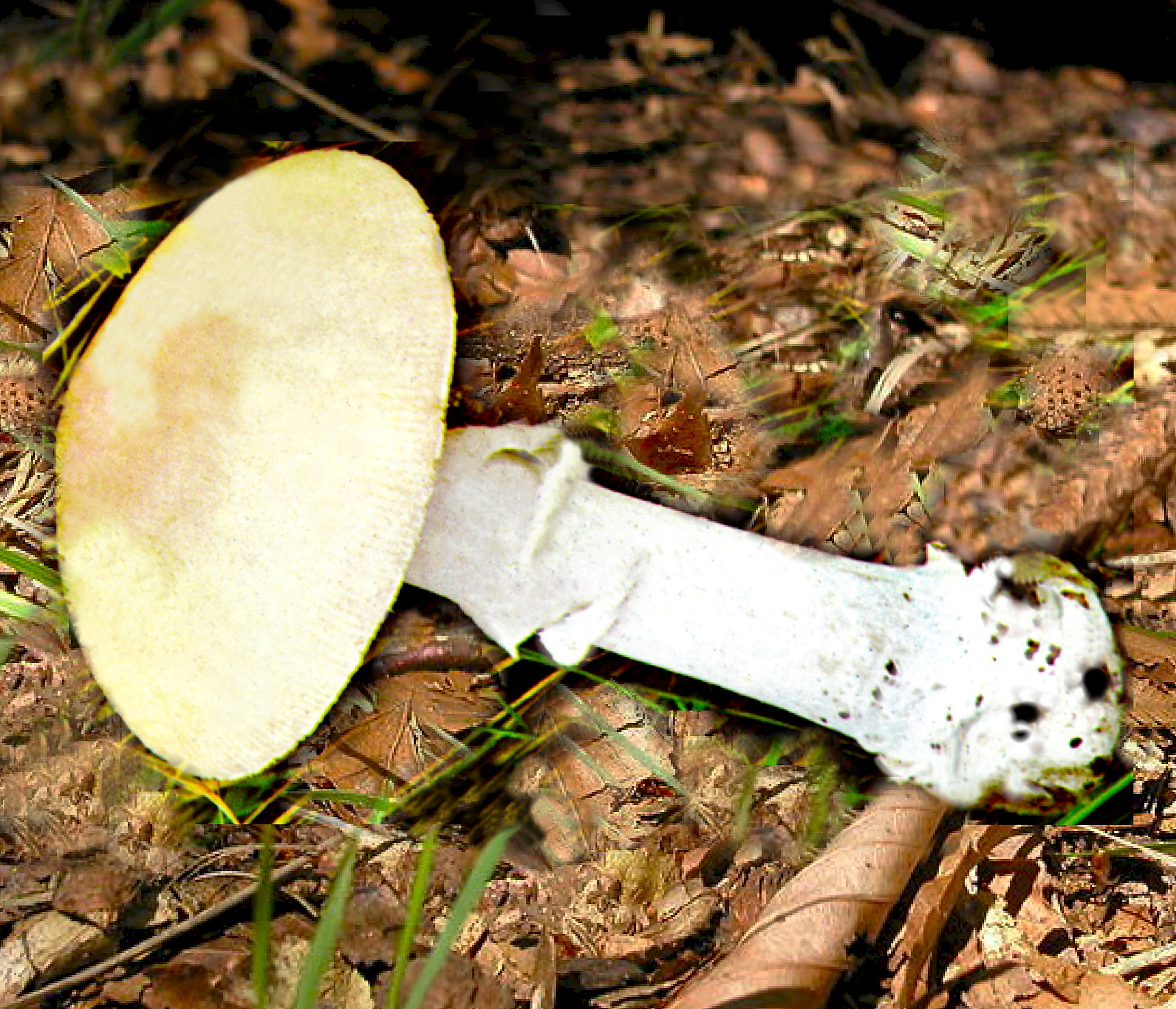
Amanita eliae
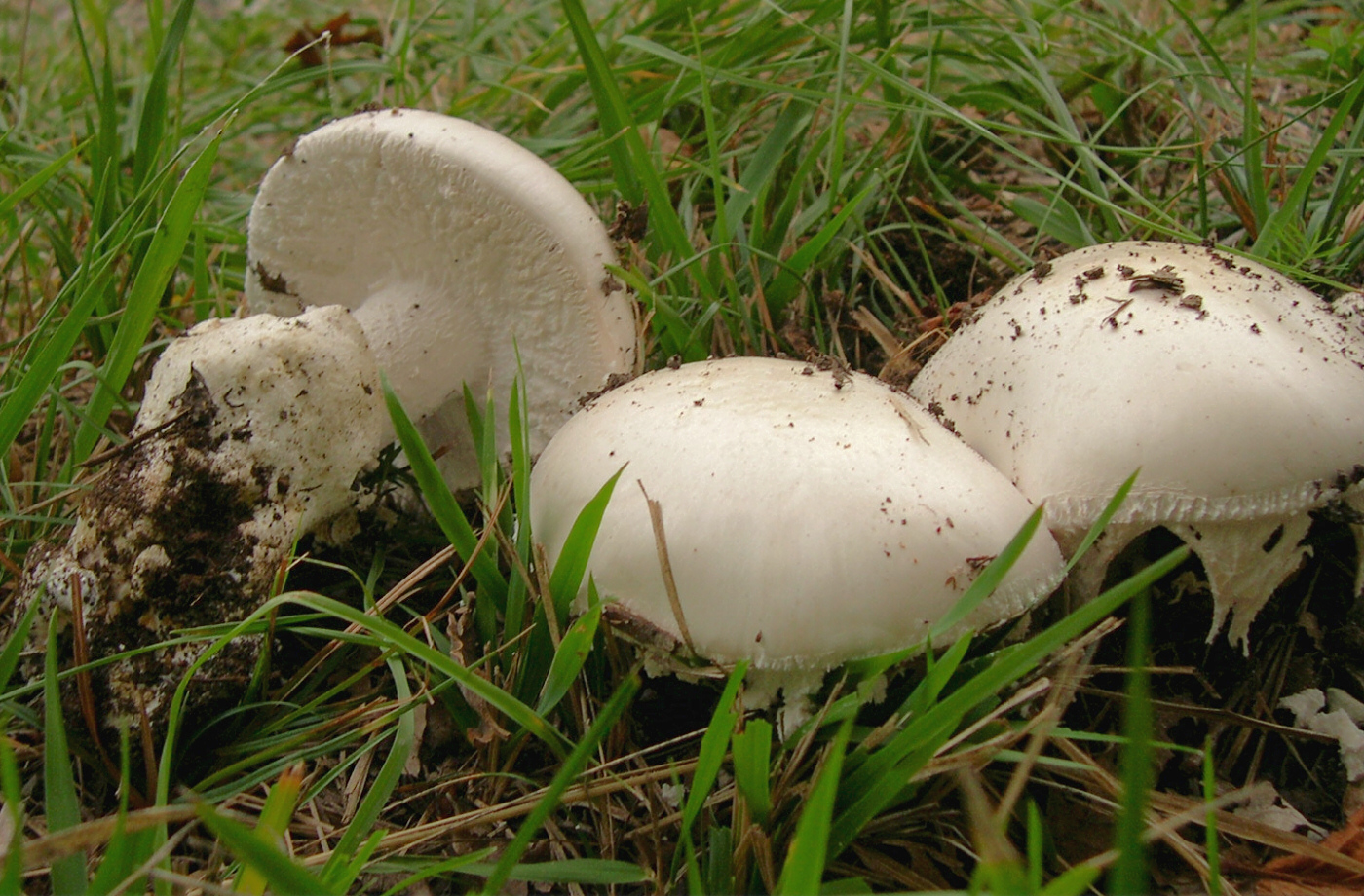
Amanita ovoidea
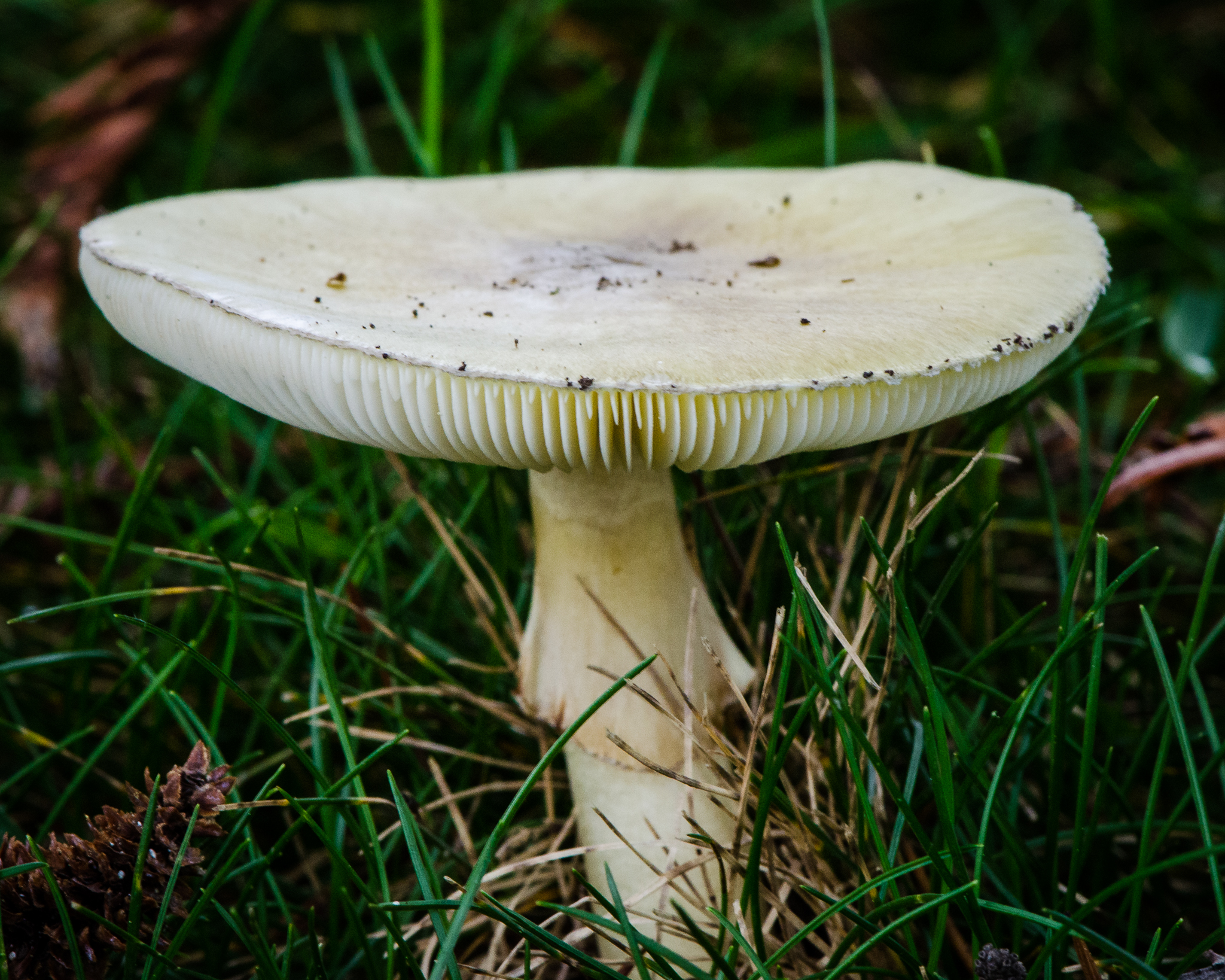
!!!Amanita phalloides!!!
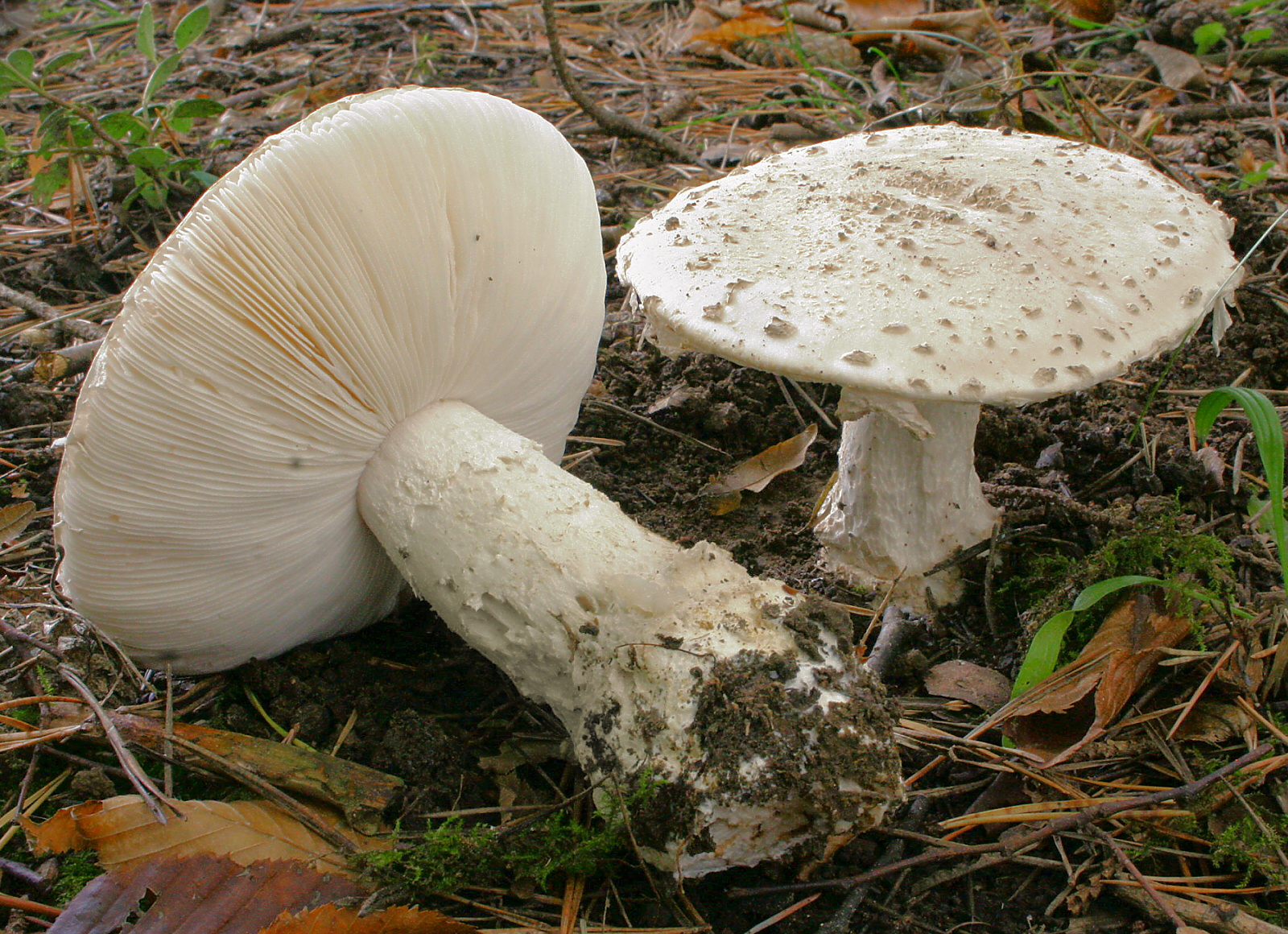
Amanita strobiliformis
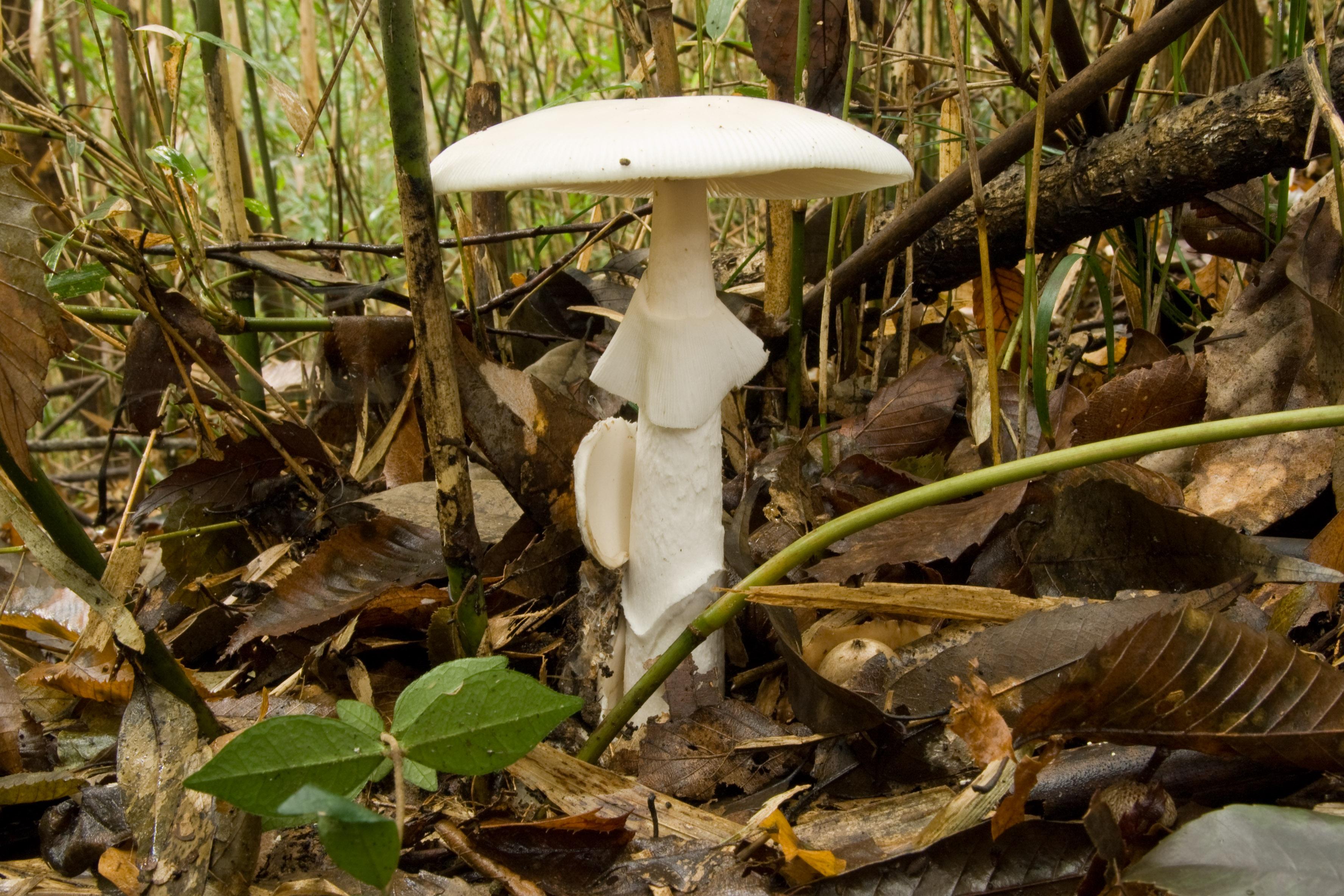
!!!Amanita virosa!!!
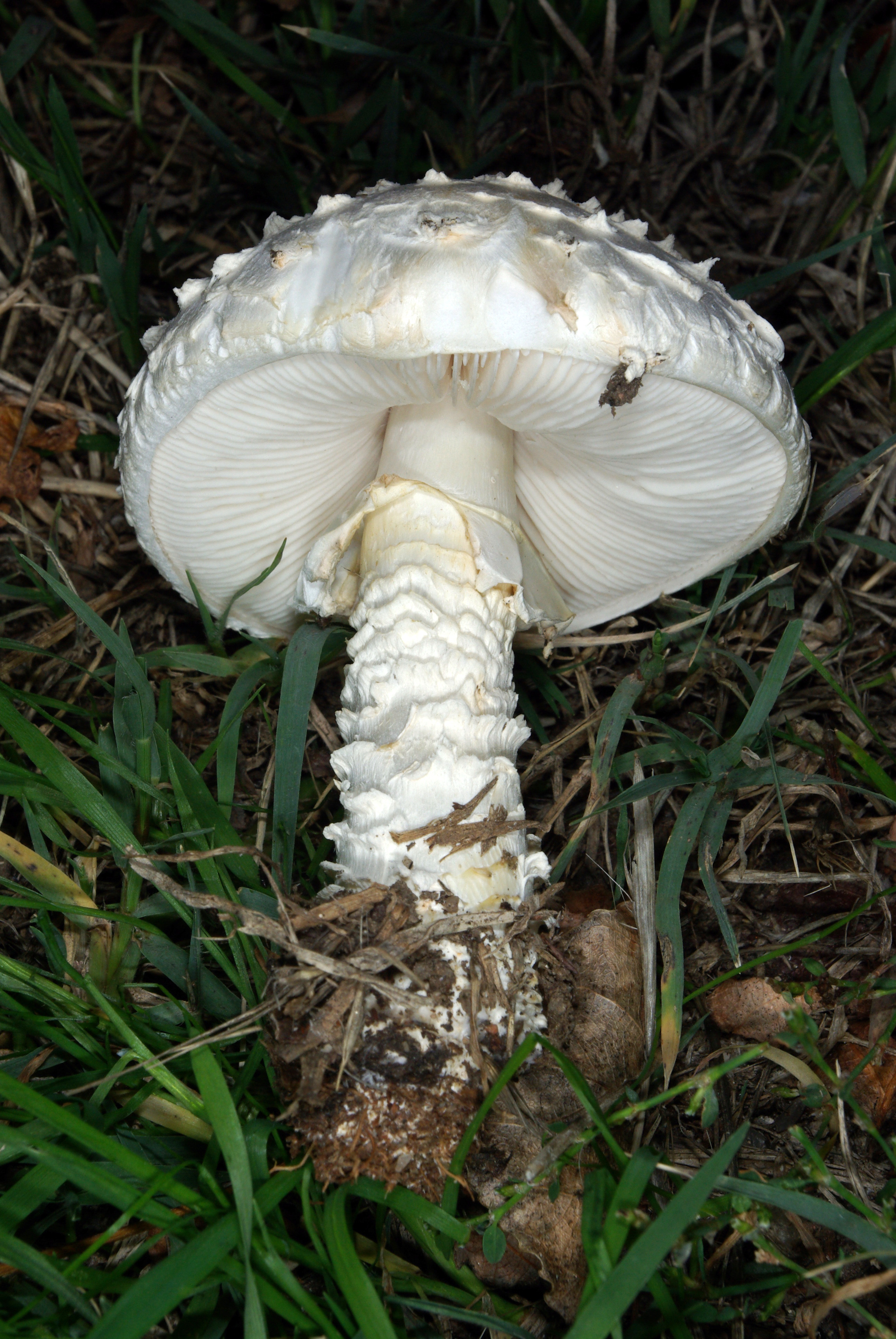
Amanita vittadinii
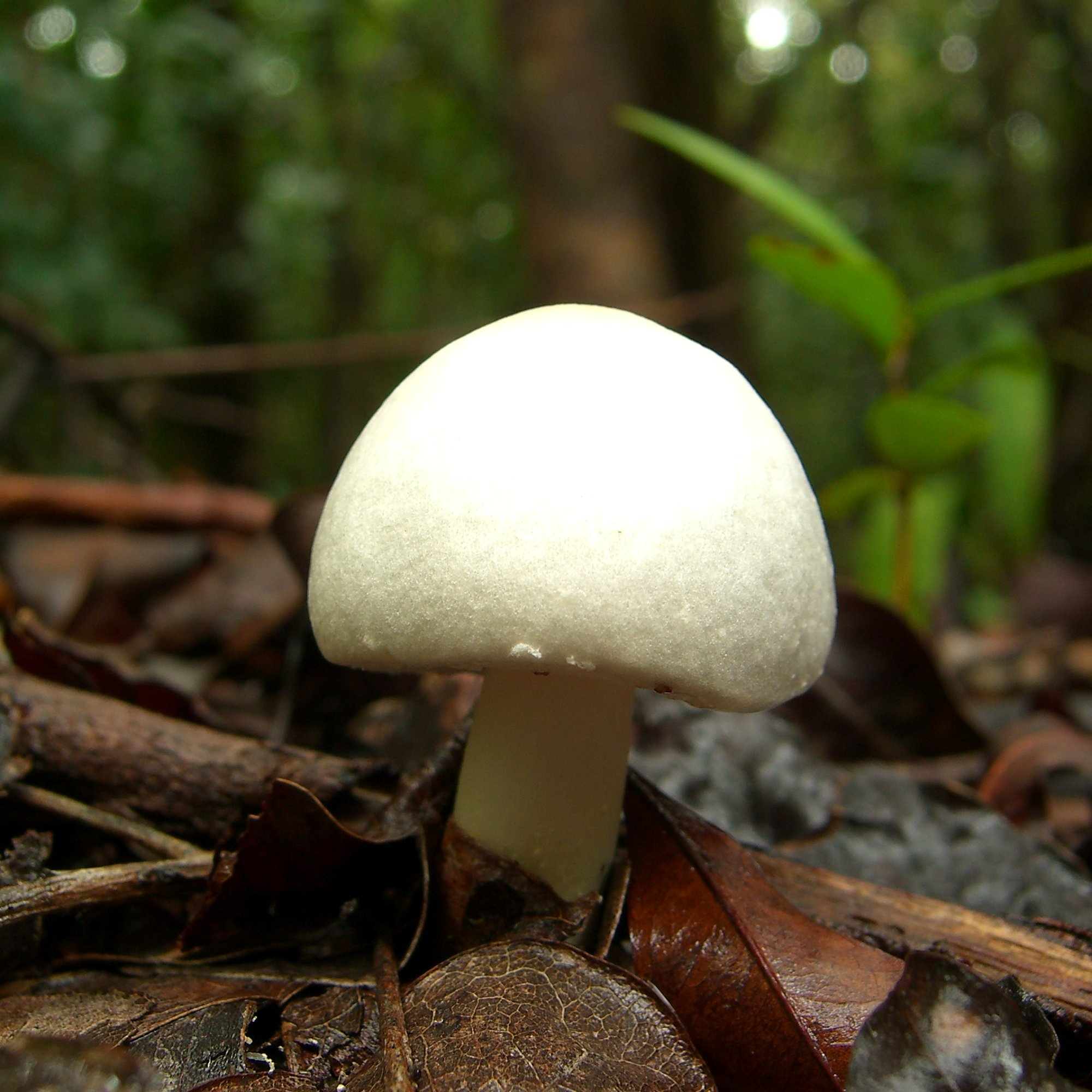
Agaricus abruptibulbus

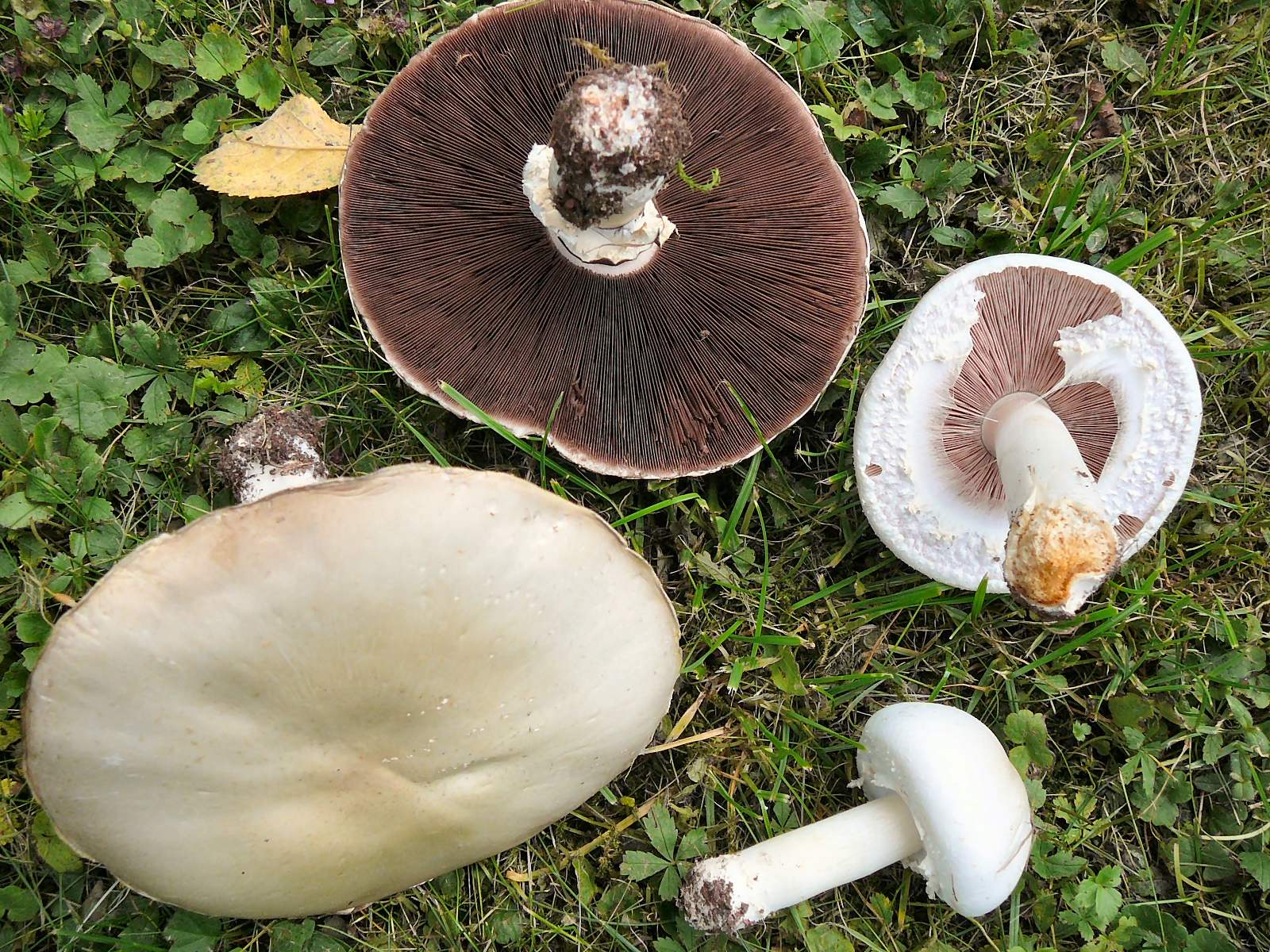
Agaricus arvensis
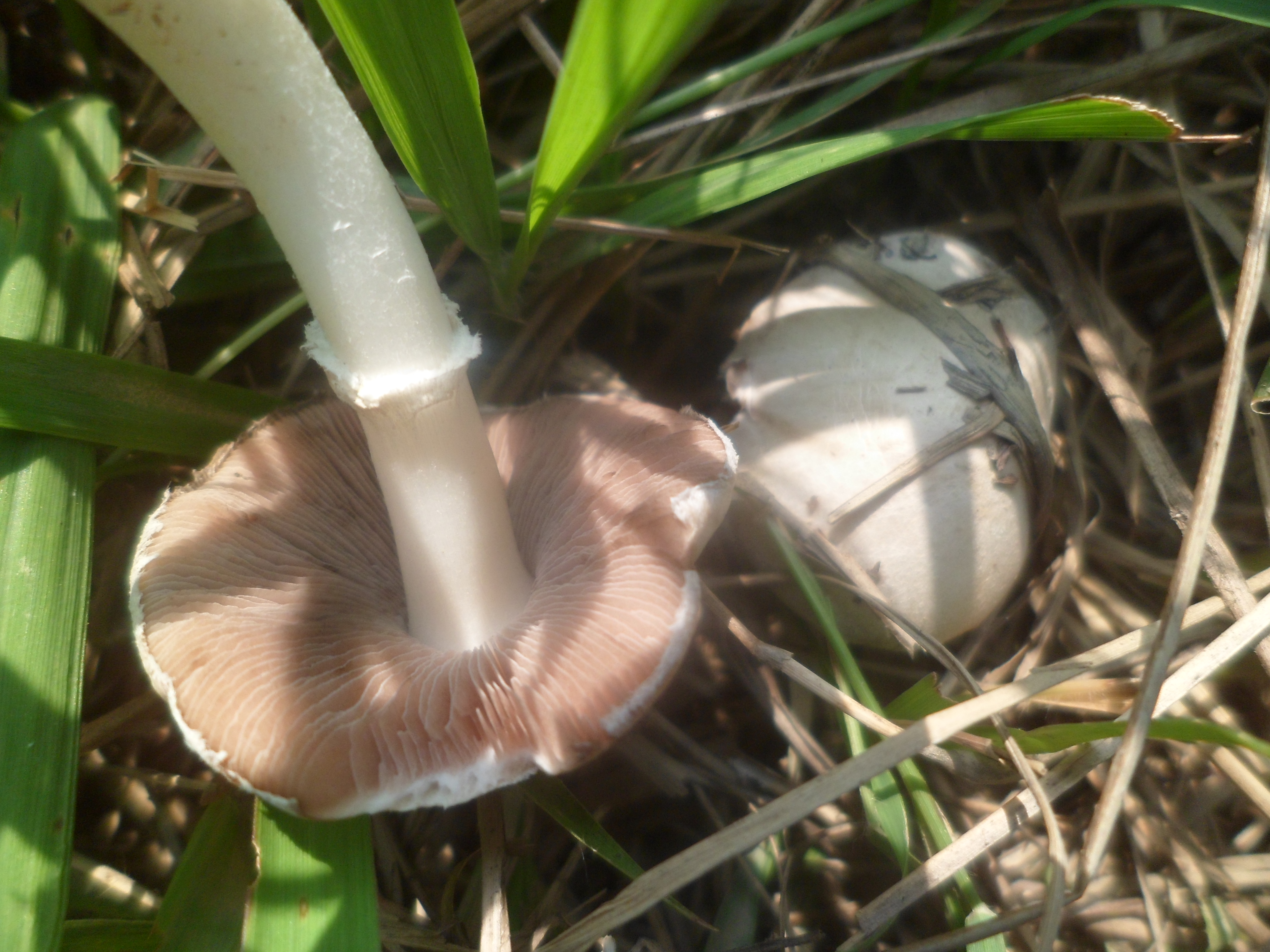
Agaricus campestris
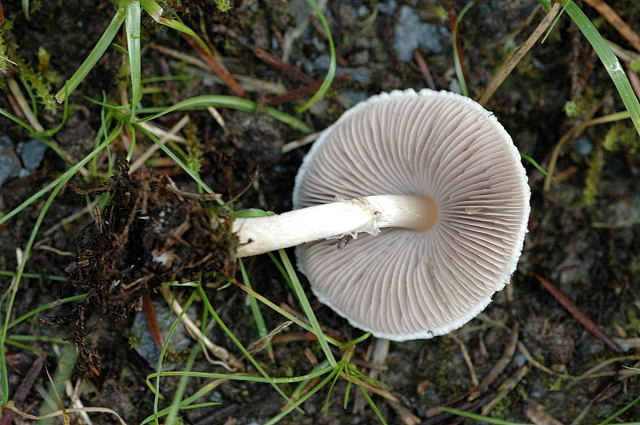
Agaricus semotus
Agaricus silvicola
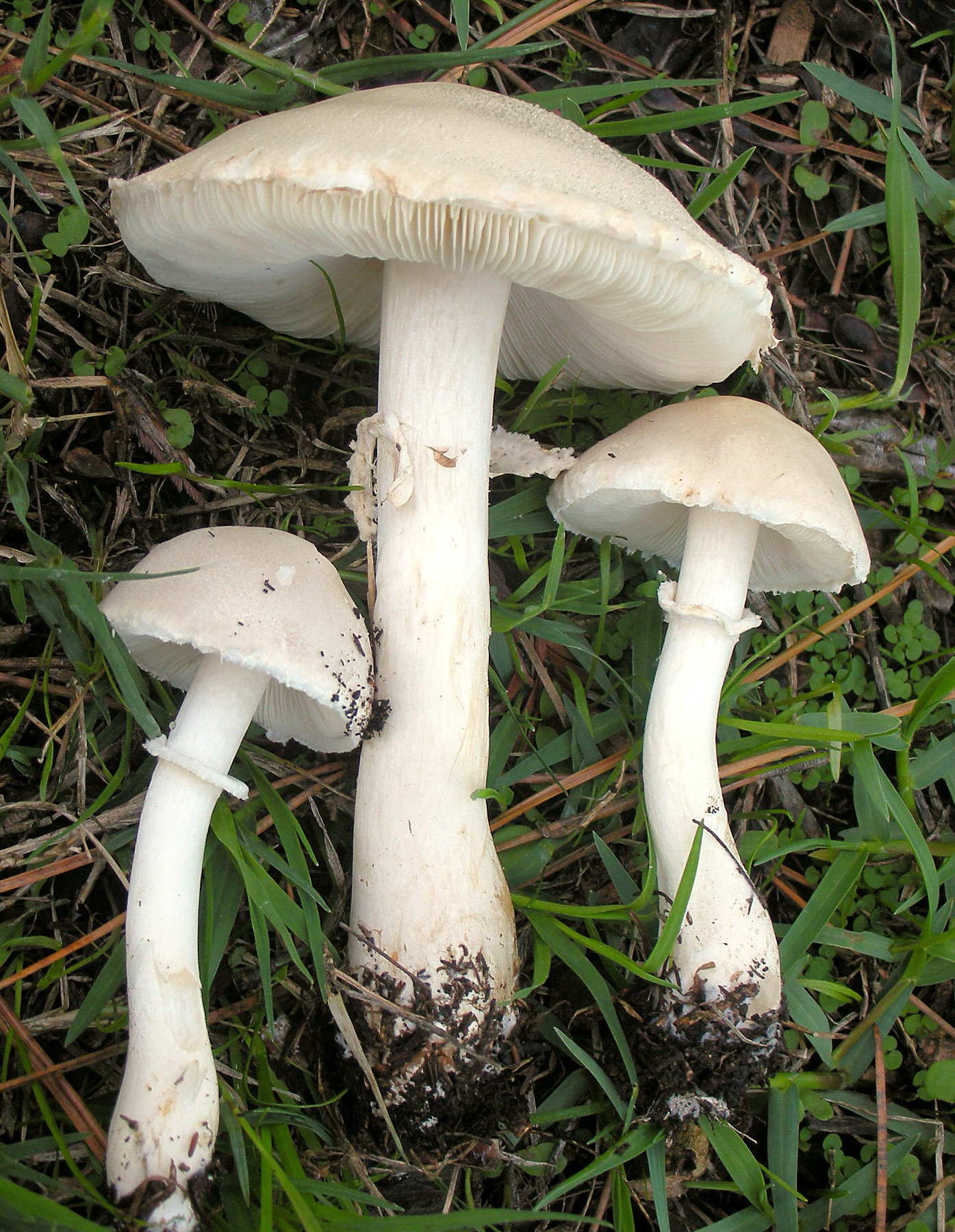
Leucoagaricus leucothites
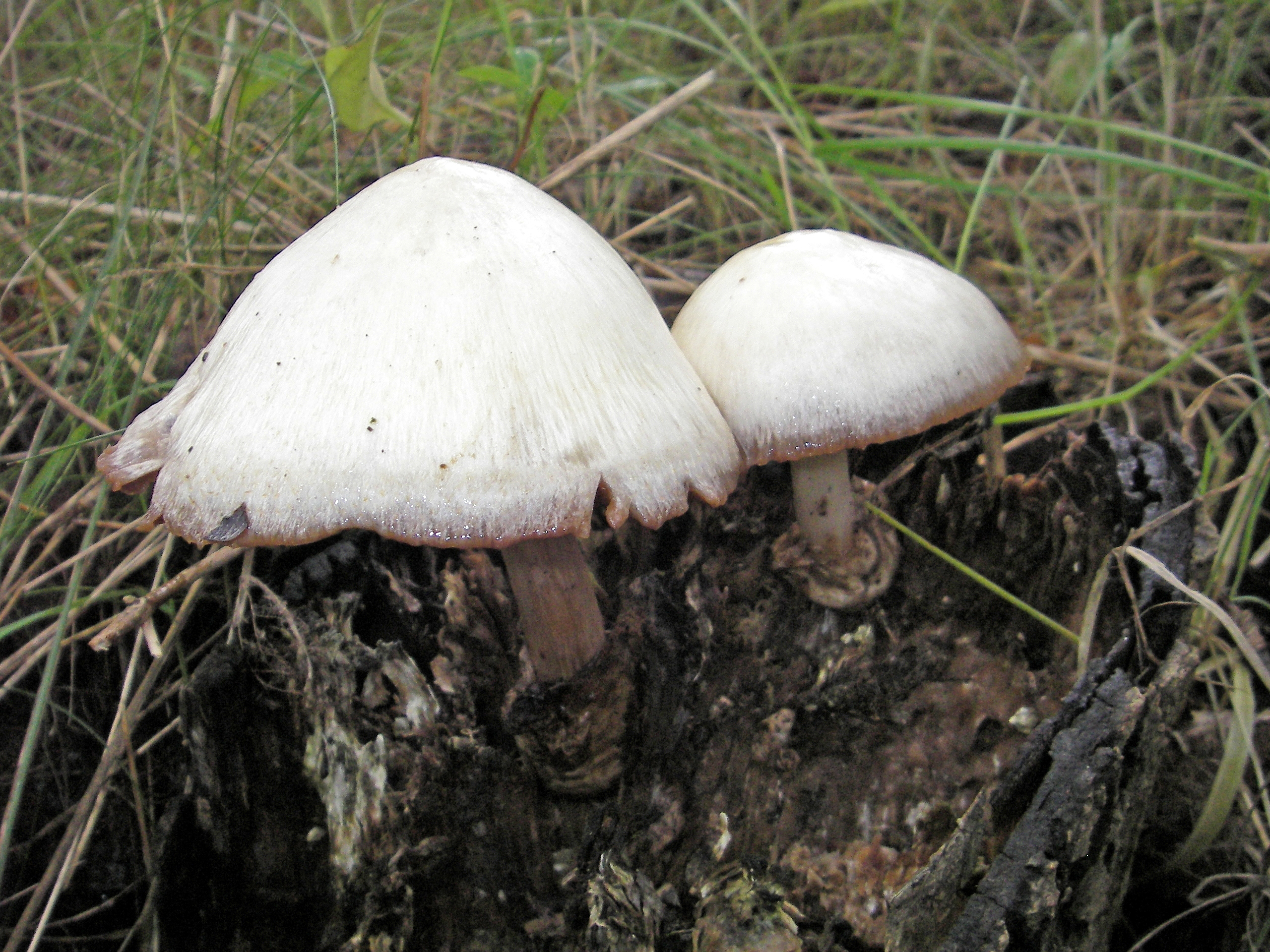
Volvariella bombycina
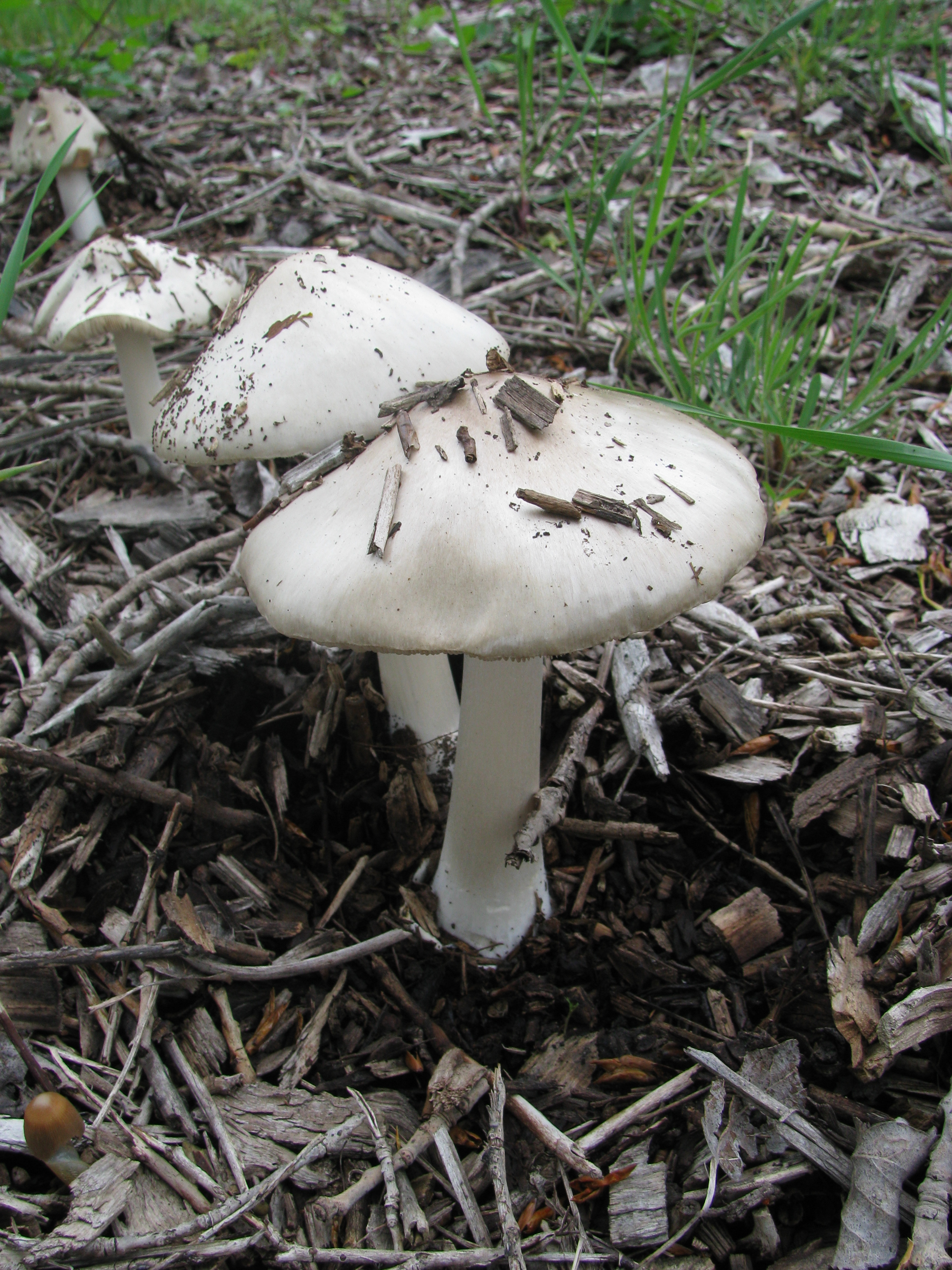
Volvariella speciosa
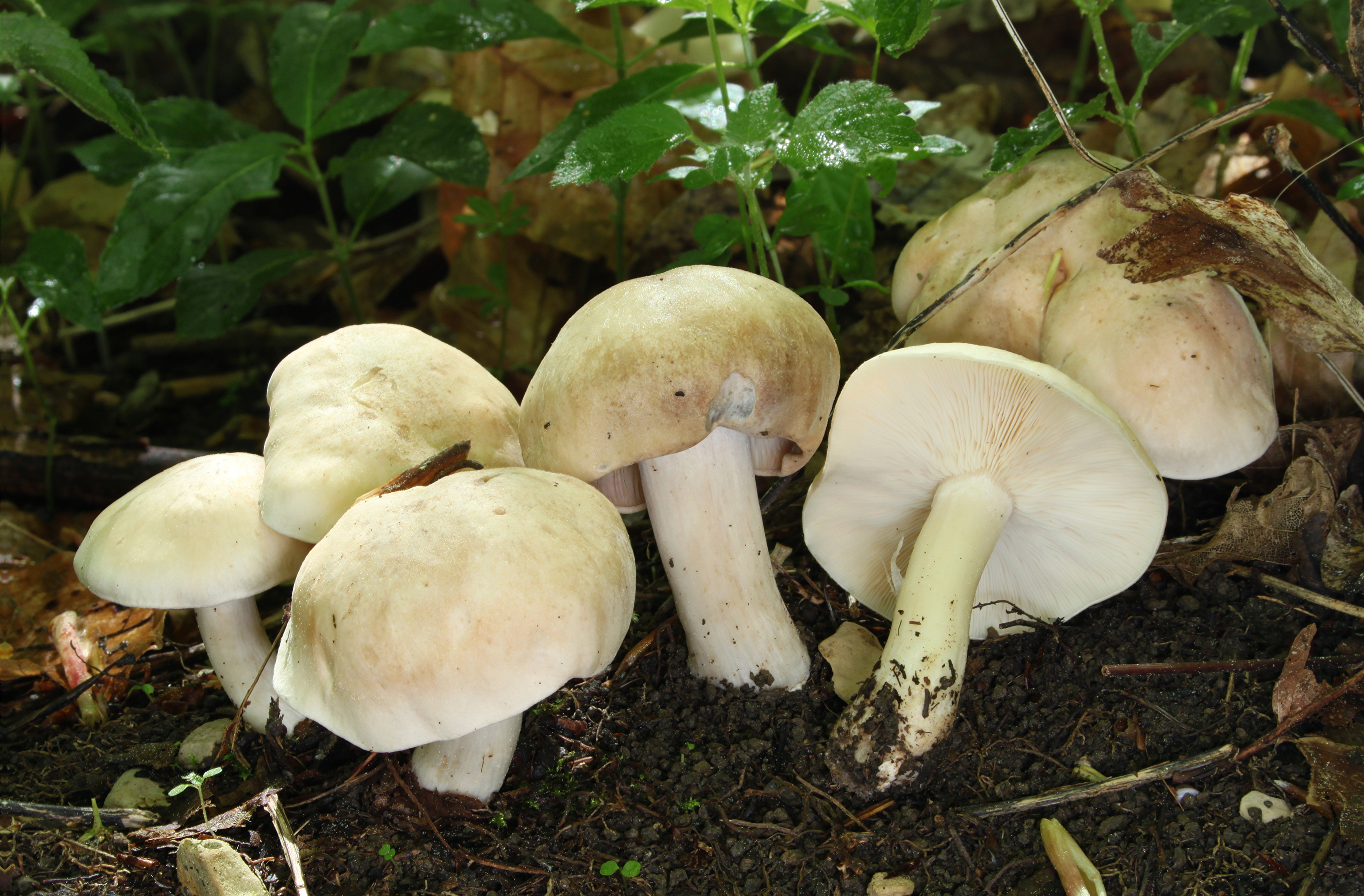
Calocybe gambosa

## Toxicitate
Amanita verna menține aproximativ zece toxine diferite, din otrava non-letală muscarina foarte puțin, în schimb cantități foarte mari de veninuri mult mai periculoase, fiindcă cu efect mortal, ca de exemplu falloidine (între ele faloidina, falacidina și falisina), amanitine α, β, γ, δ, ε precum aminopectide, în primul rând virotaxine care sunt compuse din șapte aminoacizi, peptide ciclice, toxice ce apar de asemenea în „gemenele” ei Amanita phalloides și Amanita virosa. În acțiunea lor, ele aseamănă faloidinei. Astfel conțin cele trei amanatide numite mai sus în material proaspăt aproximativ 20 până la 60 de miligrame falotoxine la 100 de grame masă fungidă. Doza letală de amanitină la om este de 0,1 miligrame pe kilogram de greutate corporală, pentru o  persoană de 70 kilograme adică aproximativ 7 miligrame. Această cantitate este conținută în aproximativ 30 de grame de ciuperci proaspete. Un organism ajuns la maturitate poate cântării 50 de grame sau mai mult, prin urmare, un singur exemplar consumat va produce o otrăvire mortală.
Simptomele otrăvirii sunt identice, amatoxina atacă ficatul, iar simptomele apar abia după 6-24 ore de la consumare, prima dată doar cu niște crampe și diaree puternice, ce durează 2-3 zile, iar în a treia zi semnele par să dispară ceea ce duce la gândul revenirii victimei, dar este doar liniștea dinaintea ultimului val care în cele mai multe cazuri este fatală. Se consideră că pentru o persoană sănătoasă, matură, doza letală este undeva la 30 g din această ciupercă, dar ea va diferi mult pentru copii, vârstnici, bolnavi. Așadar ar trebui să fim foarte atenți la aceste specii de ciuperci

## Bibiliografie
- Marcel Bon: “Pareys Buch der Pilze”, Editura Kosmos, Halberstadt 2012,  ISBN 978-3-440-13447-4
- J. Breitenbach, J. F. Kränzlin: „Pilze der Schweiz”, vol. 4: Blätterpilze, partea a 2-a, Editura Mycologia, Luzern 1995* H. Clémençon: „Pilze im Wandel der Jahreszeiten”, vol. 1 și 2, Editura Éditions Piantanida, Lausanne 1981
- Bruno Cetto, volumul 1, vezi note
- Rose Marie și Sabine Maria Dähncke: „Pilze”, Editura Silva, Zürich 1986
- E. Horak: „Röhrlinge und Blätterpilze in Europa” Editura Elsevier GmbH, München 2005
- Jean-Louis Lamaison & Jean-Marie Polese: „Der große Pilzatlas“, Editura Tandem Verlag GmbH, Potsdam 2012, ISBN 978-3-8427-0483-1
- J. E. și M. Lange: „BLV Bestimmungsbuch - Pilze”, Editura BLV Verlagsgesellschaft, München, Berna Viena 1977, ISBN 3-405-11568-2
- Hans E. Laux: „Der große Pilzführer, Editura Kosmos, Halberstadt 2001, ISBN 978-3-440-14530-2
- Axel Meixner: „Chemische Farbreaktionen von Pilzen”, Editura J. Cramer, Lehre 1975
- Meinhard Michael Moser: „Röhrlinge und Blätterpilze - Kleine Kryptogamenflora Mitteleuropas”, ediția a 5-ea, vol. 2, Editura Gustav Fischer, Stuttgart 1983